# Flashover

Temperatuurverloop in een ruimte waar brand woedt. Tijdens de flashoverfase stijgt de temperatuur explosief.

Flashover of vlamoverslag is een term in de brandbestrijding waarmee het plotseling ontbranden van een hete rookgaslaag wordt bedoeld.
De flashover is een opeenstapeling van hete rookgassen (pyrolysegassen), in deze rooklaag blijft de temperatuur stelselmatig oplopen tot deze rooklaag zijn zelfontbrandingstemperatuur bereikt en ontsteekt. Deze zelfontbrandingstemperatuur schommelt tussen de 250 °C en 350 °C. Deze temperatuur kan variëren afhankelijk van welke materialen er branden (brandcalorische waarden, type materiaal, ...). Wanneer de flashover is opgetreden, staat de hele ruimte in brand, temperaturen lopen snel op tot 600 °C.
Een andere voorkomende vorm is de ventilatie-geïnduceerde flashover. Deze kan voorkomen, wanneer een rookgaslaag zijn zelfontbrandingstemperatuur heeft bereikt, er voldoende gassen aanwezig zijn, maar er een gebrek aan zuurstof is. Wanneer men hier zuurstof aan toevoegt (raam of deur openen, glas springt stuk) gaat men op een bepaald moment een goede mengverhouding krijgen tussen brandbare gassen en zuurstof (stoichiometrisch mengsel) en gaat de flashover plaatsvinden.
Verschillende onderzoekslaboratoria hebben proeven gedaan en zelfs een speciale meetopstelling uitgewerkt, de Room Corner Test. De gegevens van deze meetmethode worden vandaag de dag toegepast om een brandveiligheidsklassering van een ruimte op te maken.

## Verschil metbackdraft
Een backdraft is een gesmoorde brand, door een tekort aan zuurstof, die genoeg temperatuur heeft ontwikkeld om te blijven pyrolyseren. Dit wil zeggen dat de ruimte zich blijft vullen met brandbare gassen. (Als hier niets aan wordt gedaan, kan deze actie zichzelf geruime tijd verderzetten.) Doordat de ruimte zich blijft vullen met pyrolysegassen, zit het mengsel dus boven de UEL (Upper explosion level). Het enige dat hier ontbreekt, is zuurstof. Wanneer men dus een deur zou openen, gaat de gesmoorde brand zuurstof aanzuigen en zakt het mengsel tot in de explosieve zone met als gevolg dat al de aanwezige pyrolysegassen, bij heropflakkering van de vuurhaard, zich explosief ontsteken.